# Épiglotte

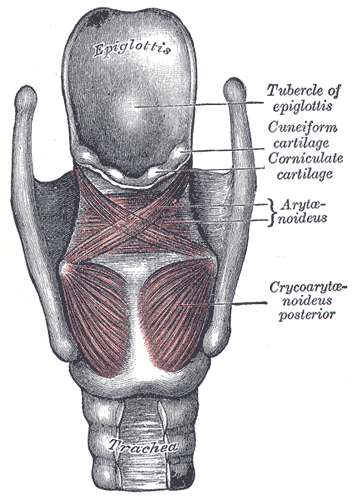
Vue postérieure du larynx. L'épiglotte est la structure la plus haute montrée.

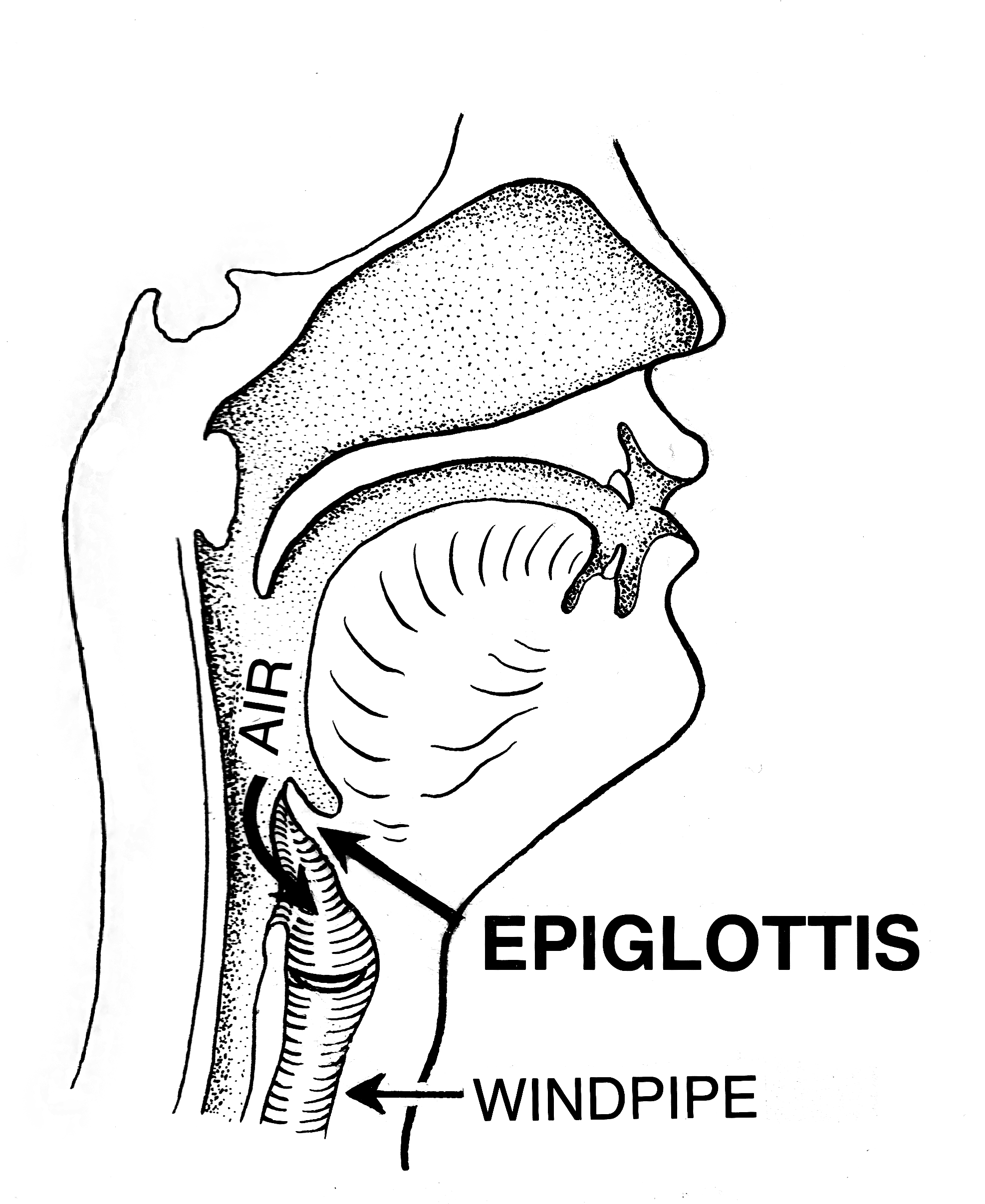
Emplacement de l'épiglotte

L'épiglotte est constituée de la partie supérieure du cartilage épiglottique recouverte de muqueuse sur ses deux faces. Elle a la forme d'une feuille dont le rameau, antérieur, s'insère dans l'échancrure du cartilage thyroïde. L'extrémité postérieure est orientée vers le haut à l'état basal, ce qui permet la respiration en laissant l'air circuler entre le pharynx et le larynx.
Au cours de la déglutition, l'extrémité postérieure bascule en arrière et en bas, ce qui participe à l'occlusion du larynx. Elle entre en contact avec le reste du larynx qui s'élève, fermant ainsi l'orifice du larynx. Cette occlusion empêche la survenue de fausse route (inhalation d'aliments) et oriente le bol alimentaire du pharynx vers l'œsophage (ingestion).
Lors d'une fausse route, des aliments liquides ou solides pénètrent dans le larynx avant que l'épiglotte ait pu se rabattre sur celui-ci. De tels cas peuvent s'avérer très dangereux du fait que les voies respiratoires peuvent se boucher, empêchant alors l'air d'accéder aux poumons.

## Pathologie
Un défaut de structure cartilagineuse peut conduire à une laryngomalacie (en), source potentielle de détresse respiratoire. Elle peut persister chez l'adulte et aboutir au syndrome d'apnées du sommeil. Si la chirurgie au laser (épiglottectomie) en est un traitement efficace[réf. nécessaire], l'errance diagnostique peut être longue.

## Libération des voies aériennes
Dans le cas d'une personne inconsciente, le tonus musculaire est faible ou nul. En position de décubitus dorsal, il se peut alors que l'épiglotte ferme les voies aériennes, et la personne inconsciente risque de mourir. Une technique permet de remédier à cela, par la mobilisation de la mandibule au niveau du menton afin d'exercer une traction sur les muscles génio-hyoïdiens, pour ouvrir l'épiglotte en deux temps :
- la bascule prudente de la tête vers le haut : une main sur le front, l'autre sous le menton qui tire doucement vers le haut du corps ;
- l'ouverture de la bouche : on bascule la mâchoire vers le bas du corps, tout en maintenant le reste de la tête.

Si la personne respire, la mise en position latérale de sécurité permet de maintenir l'épiglotte en position ouverte, en plus d'éviter l'invasion des poumons par des rejets gastriques (syndrome de Mendelson) qui peuvent s'évacuer.